# Caerleon
Caerleon (kymriska: Caerllion) är en stad och community i Newports principal area i grevskapet Wales. Den är belägen vid River Usk. Staden ligger 5 km nordöst om Newport. Den är av en viktig betydelse för arkeologerna och har många minnen från romartiden såsom en romersk befästning, Isca Augusta samt ruiner från en amfiteater.
Staden hade 8 061 invånare vid folkräkningen 2011.